# Gabrijel Tomažič
Gabrijel Tomažič, slovenski botanik, fitocenolog, zoolog, geolog, paleontolog, fiziolog, * 23. marec 1899, Roč v Istri (Hrvaška), † 12. maj 1977, Vrhnika.

## Življenje in delo
Tomažič se je rodil v Roču pri Buzetu  načelniku orožniške postaje Francu Tomažiču in materi Ivani rojeni Bizjak. Osnovno šolo je obiskoval v Vipavi (1906-1912), gimnazijo v Gorici (1912-1920), vmes je bil med letoma 1917–1918 mobiliziran in kot vojak služil na italijanskem bojišču. Leta 1928 je diplomiral iz biologije na ljubljanski Filozofski fakulteti in prav tu 1940 tudi doktoriral. Strokovno se je izpopolnjeval na Dunaju (1929) in v Moskvi (1946-1947). V letih 1929−1972 je bil zaposlen na FF oziroma na Biotehniški fakulteti v Ljubljani, od 1946 kot izredni profesor botanike. Več let je predaval tudi tehnično botaniko na Tehniški fakulteti v Ljubljani ter genetiko, gozdarsko ekologijo in fitocenologijo na FAGV v Ljubljani.
Tomažič se je ukvarjal z genetiko žil ter z rastlinskimi združbami, zlasti gozdnimi in travniškimi. Bil je med začetniki fitocenoloških raziskav v Sloveniji in je v sodelovanju z gozdarji izdelal 17 kart rastlinskih združb. Posebej temeljito je obdelal borove gozdove. Sodeloval je tudi s kmetijci in farmacevti. Objavil je 16 znanstveno strokovnih in več poljudnoznanstvenih člankov in bil soavtor Botanike za višje razrede gimnazij (1947, 1951).